# Macaron

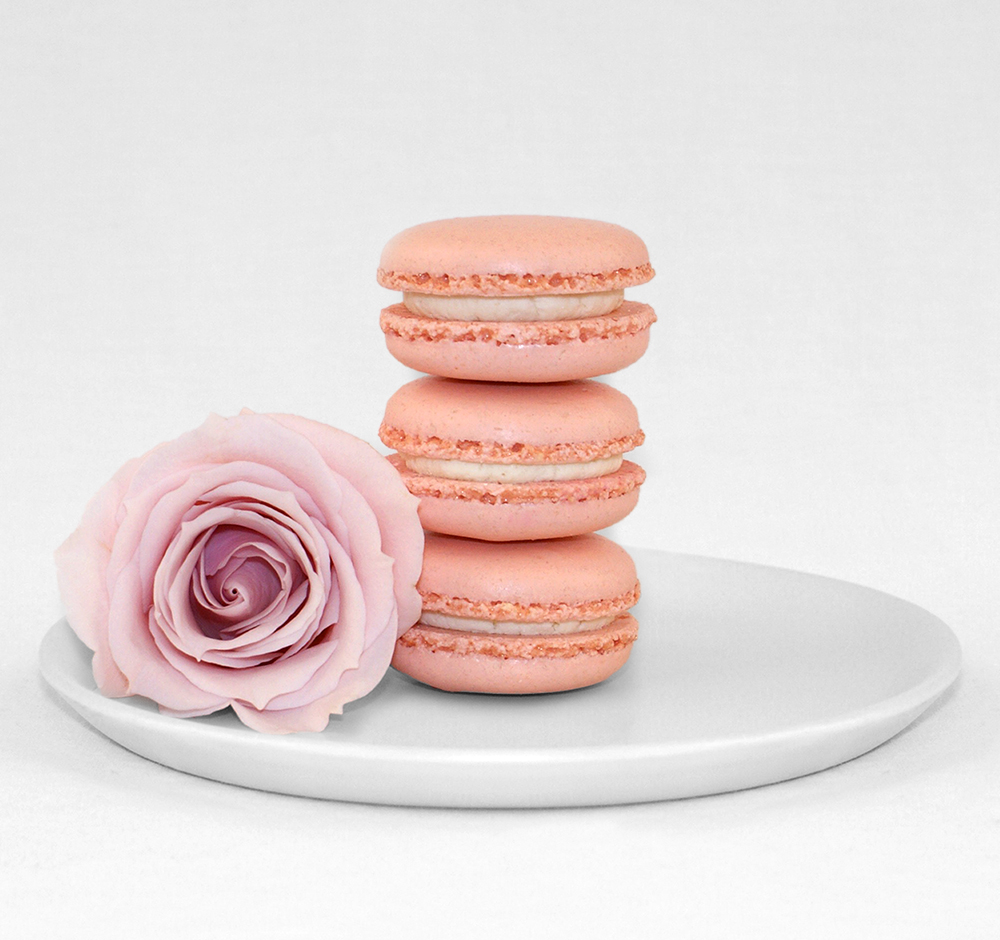
Drie macarons met rozensmaak

Macarons is een zoete petitfour, bestaand uit twee kleine ronde luchtige koekjes die bij elkaar gehouden worden door een zachte vulling. Deze karakteristieke ronde zoetwaren zijn er in diverse kleuren en smaken. De macarons komen oorspronkelijk uit Frankrijk en worden sinds 1930 in hun huidige vorm gemaakt.
De koekjes waarmee de macarons worden gemaakt worden bereid uit eiwit, poedersuiker, witte suiker en gemalen amandelen. Hier wordt een kleurstof aan toegevoegd om deze een kleur te geven die overeenkomt met de smaak. De zachte vulling tussen de koekjes kan dan weer een andere smaak hebben waardoor een mooie combinatie ontstaat. Er bestaan overigens verschillende lokale varianten op de macaron.

## Oorsprong
De geschiedenis van de macarons begint bij de bitterkoekjes. Deze werden al in de vroege middeleeuwen gebakken in Noord-Afrika en Zuid-Europa. Zo ook reeds in de 8e eeuw in het klooster van Cormery (Frankrijk). Toen de Italiaanse Catharina de' Medici in 1533 trouwde met koning Hendrik II van Frankrijk nam haar Italiaanse kok een recept mee voor een koekje gemaakt van amandelen. Hierna verschenen verschillende varianten. In 1552 beschreef François Rabelais een klein rond gebakje, gemaakt van amandelen. De Macaron d'Amiens is een zacht rond koekje met amandel, vanille en honing en verscheen rond dezelfde tijd. Twee andere knapperige varianten uit de 16e eeuw waren de Macaron de Joyeuse (mogelijk voor het eerst geserveerd tijdens het huwelijk van graaf Anne de Joyeuse en Marguerite de Lorraine) en de Macaron de Saint-Émilion.

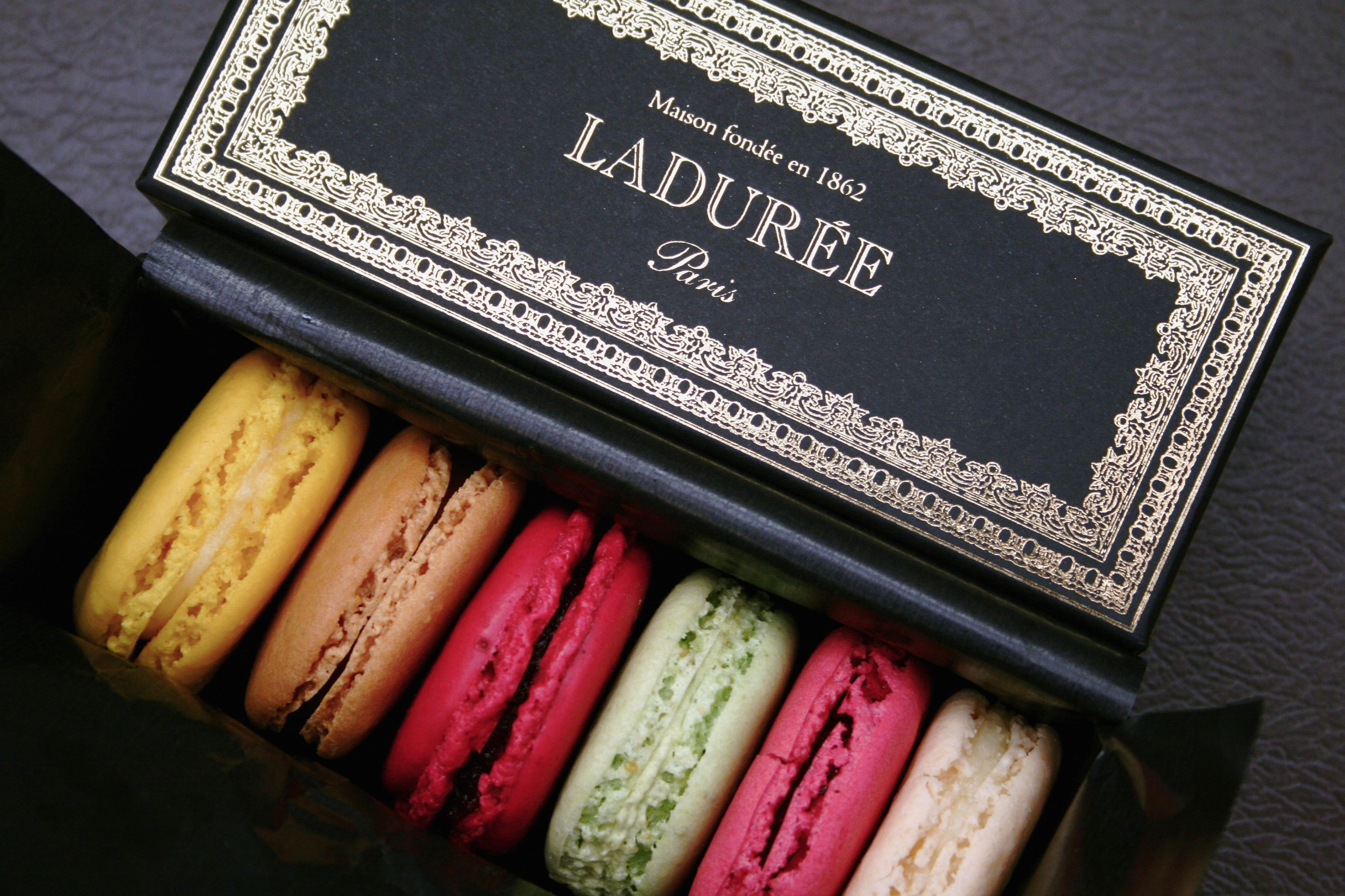
Macarons van Ladurée, een beroemde banketbakker in Parijs.

Tijdens de Franse Revolutie kregen de koekjes een grotere bekendheid in Frankrijk doordat twee naar Nancy gevluchte nonnen deze gingen verkopen. De macaron zoals deze tegenwoordig bekend is, wordt ook wel de Macaron Parisien genoemd en wordt sinds de jaren dertig van de twintigste eeuw gemaakt in verschillende bakkerijen in Parijs. Het is niet helemaal duidelijk welke kok het huidige recept heeft bedacht. Mogelijk was dit Pierre Desfontaines die deze in een patisserie aan de Rue Royale 16 verkocht. Zijn eerste macarons bestonden uit twee kleine op amandel gebaseerde schuimpjes met een vulling van ganache.
Er zijn verschillende steden in Frankrijk en enkele daarbuiten die een traditie hebben met de bereiding van de macaron. Dit komt o.a. doordat verschillende varianten reeds eeuwen terug in verschillende steden opdoken. De tradities zijn ook met legenden omgeven.